# Die Zwillinge (Drama)
Die Zwillinge ist ein Drama in 5 Akten von Friedrich Maximilian Klinger, das neben den Dramen Der Hofmeister von J. M. R. Lenz und Goethes Götz von Berlichingen zu den drei bedeutsamsten Theaterstücken des Sturm und Drang
gezählt wird. Allgemein wird es als das beste Jugenddrama Klingers, der es während seines Studiums schrieb, eingestuft. Das Drama thematisiert sowohl den Vater-Sohn-Konflikt als auch die Rivalität unter Brüdern mit anschließendem Brudermord als typische Motive des Sturm und Drang (so auch bei Johann Anton Leisewitz: Julius von Tarent; Friedrich Schiller: Die Räuber).

## Entstehung
Klinger sandte das Stück 1775 für das „Hamburger Preisausschreiben“, das Sophie Charlotte Ackermann und ihr Sohn Friedrich Ludwig Schröder, Prinzipal der Hamburger Bühne, am 28. Februar 1775 ausgeschrieben hatten, ein. Das dafür ausgelobte hohe Honorar von 100 Talern bzw. 20 Louisdor erhielt er jedoch nie. Bedingungen für das Einreichen eines Werkes waren, dass es sittlich genug für die Bühne war, 3 oder 5 Akte umfassen sollte, nicht zu hohe Kosten für die Aufführung und damit einhergehend eine nicht zu hohe Zahl an Schauspielern beanspruchte sowie möglichst in Prosasprache verfasst war. Neben Klinger reichte Johann Anton Leisewitz sein Werk Julius von Tarent ein. Auffällig ist, dass beide Stücke vom Brudermord handeln: In der Forschung nimmt man heute an, dass Klinger durch Johann Martin Miller, ebenso wie Leisewitz Mitglieder des Göttinger Hainbund 1775 von Leisewitz’ Vorhaben der Teilnahme – dieser schrieb sein Theaterstück schon 1774 –, und dem ungefähren Inhalt sowie der Vorlage für sein Drama erfahren hat.
Diese Vorlage ist bei beiden Werken die Geschichte des Todes der Söhne von Herzog Cosmus I., die sich angeblich 1562 ereignete und 1635 in den Historien des Thuanus aufgezeichnet wurde sowie von René-Aubert Vertot 1726 im 4. Band seines Werkes Histoire des Chevaliers hospitaliers nacherzählt wurde. Die Konstellation einer Liebesbeziehung kommt hier nicht vor, sie wird von Leisewitz beigefügt und von Klinger übernommen. Die Zwillinge endet mit dem Racheakt des Vaters an seinem Sohn, der dessen Bruder tötete, die Vorlage schließt hier die Vertuschung des Geschehens an. Klinger übernahm jedoch die Handlungselemente des Brudermordes während der Jagd, die Rückkehr des Pferdes ohne Reiter und Guelfos Leugnen der Tat; hingegen finden sich diese nicht in Leisewitz’ Julius von Tarent.
Noch im selben Jahr der Uraufführung durch die Ackermannsche Gesellschaft 1776 veröffentlichte Friedrich Ludwig Schröder das Drama im ersten Band des „Hamburgischen Theaters“.

## Handlung
Erster Aufzug
Der erste Auftritt gewährt Einblick in ein Zimmer, in dem Guelfo, der jüngere Sohn des alten Guelfo und Zwillingsbruder des Ferdinando, und sein Freund Grimaldi an einem Tisch mit Weinflaschen sitzen und in Plutarchs „Brutus Leben“ lesen. Guelfo gibt an, dass es ihm leichter fällt, sich mit Cassius anstatt mit Brutus zu identifizieren. („Ich fühl’ den Caßius näher. Und Grimaldi, darauf kömmts doch an.“ I/1) Im Verlauf des Abends, teilweise auch dem Weingenuss geschuldet, gerät Guelfo in aufrührerische Stimmung. Er wettert in erster Linie gegen seinen verhassten Zwillingsbruder Ferdinando, den die Eltern als Erstgeborenen anerkennen und diesem damit Privilegien in Form von Ansehen, Reichtum und einer standesgemäßen Hochzeit mit der Gräfin Kamilla bieten. Besonders letzteres ist Guelfo ein Dorn im Auge, da er Kamilla selbst heiraten will. Er sieht sich sowohl als besserer Herrscher wie auch als besserer Ehemann im Gegensatz zu Ferdinando. Grimaldi bekräftigt Guelfo in der Einforderung seines Rechts.
Um die Frage der Erstgeburt endgültig klären zu können, lässt Guelfo den Arzt Galbo rufen, der bei der Geburt anwesend gewesen ist, welcher jedoch nur bestätigt, dass man sich nicht sicher sein könne, wer der Erstgeborene sei. Amalia, Guelfos Mutter, tritt zu ihrem inzwischen nahezu rasenden Sohn und versucht ihn durch ihre Liebe zu besänftigen. Sie deutet sein Verhalten als Krankheit („Wer weiß, was dem Guelfo ist! Er ist krank.“ I/4) und vertritt dies auch gegenüber ihrem hinzutretenden Mann Guelfo [im Dramentext „alter Guelfo“ genannt]. Dieser vernichtet Guelfo mit den Worten „Du bist mein Sohn nicht!“ (I/4) Guelfos emotionale, verzweifelte Reaktion lässt jedoch den Vater von dem ausgestoßenen Fluch Abstand nehmen: Er fällt Guelfo um den Hals und verzeiht ihm. Der fünfte Auftritt zeigt Guelfo alleine, wie er sich in eine wilde Raserei gegen Eltern und Bruder hineinsteigert („Er hat sie, hat Segen, Liebe, Herzogthum – und Kamilla! Ha! ich werd rasend!“ I/5)
Zweiter Aufzug
Im 1. und 3. Auftritt des 2. Aufzuges wird Grimaldis Vorgeschichte und damit der Grund seiner Melancholie und düsteren Schwärmereien bekannt: Grimaldi unterhielt ein Liebesverhältnis zu der Tochter des alten Guelfo, Juliette, welches der Vater jedoch nicht billigte. Als ältester Sohn setzte Ferdinando den Willen des Vaters durch, indem er Juliette zwang, sich von Grimaldi zu trennen und stattdessen einen Grafen zu heiraten. Juliette weigerte sich jedoch und nahm sich das Leben. Grimaldi hasst Ferdinando und ist seit Juliettes Tod suizidgefährdet, hat jedoch augenscheinlich keine Rachegelüste wie Guelfo.
Während Grimaldi und Guelfo sich unterhalten, treffen Ferdinando und seine Braut Kamilla ein, deren Hochzeit am nächsten Tag gefeiert werden soll. Guelfo sieht dies durch ein Fenster und kann seinem Zorn nur Luft machen, indem er eine Pistole durch ein anderes Fenster abfeuert. An dem herzlichen Empfang durch Vater und Mutter wird deutlich, wie sehr der alte Guelfo seinen älteren Sohn Ferdinando liebt. Er beklagt sich auch bei Ferdinando über Guelfos stürmische, launische Art und schiebt die Schuld auf den schlechten Einfluss, den Grimaldi auf Guelfo ausübt. Sie verabreden, dass Guelfo durch liebevolle Behandlung, vor allem die der Frauen, besänftigt werden solle. Ferdinando berichtet des Weiteren, dass er seinen eigenen Geist bei der Ankunft neben den Eichen vor der Burg gesehen habe.
Kamilla bleibt allein zurück, und Guelfo sucht sie auf. Dieser will ihr seine Zuneigung zeigen, sie bemerkt dies jedoch nicht und tut es als Krankheit ab. Während sie gemeinsam den Sonnenuntergang durch ein Fenster betrachten, küsst Guelfo Kamilla gegen ihren Willen heftig. Ferdinando tritt hinzu, nachdem sich Kamilla von Guelfo losreißen konnte und zur Tür flüchten will. Sie schweigt auf Nachfrage Ferdinandos, was geschehen sei, doch Guelfo will ihn provozieren und erzählt ihm von seinen „Sündenküssen“ (II/6). Ferdinando jedoch reagiert verständnisvoll auf den Gefühlsausbruch Guelfos. Er versucht seinen Bruder von seiner Liebe zu ihm und seinem guten Willen zu überzeugen, Guelfo ist jedoch zu keiner Versöhnung bereit. Sie vereinbaren zur Klärung einen Ausritt am nächsten Morgen.
Dritter Aufzug
Es ist Sturm und Nacht, Wetter und Natur gleichen Guelfos stürmischem, wilden Gemüt. Er weckt den Freund Grimaldi auf, da er sich der Raserei nähert und sich in die Phantasie des Brudermordes hineinsteigert. Guelfo berichtet, wie sein Vater ihn im Streit am Abend mit einer Lanze schlug, woraufhin er mit seinem Vater endgültig bricht: „Ich schwieg, blickt’ ihn an, und sah den Augenblick, daß er mein Vater nicht ist“ (III/1). Als Grimaldi wieder einschläft, trifft Amalia, Guelfos Mutter, auf ihren Sohn vor der Tür. Sie beteuert Guelfo ihre Liebe erneut und will ihn zur Vernunft bringen, dieser steigert sich jedoch so sehr in seine Wut und seinen Hass gegen den Bruder hinein, dass er seine Mutter würgt, um von ihr zu erfahren, wer in Wahrheit der Erstgeborene sei, er oder Ferdinando. Immer wieder beteuert Amalia, dass Ferdinando der Erstgeborene sei, doch Guelfo gibt nicht nach: Er will von Amalia den genauen Fortgang der Geburt erfahren. Amalia gesteht, während der Geburt das Bewusstsein verloren zu haben und daher nicht mit Sicherheit wissen zu können, wem der Söhne das Recht der Erstgeburt zukomme. Als sie aus der Ohnmacht erwacht gewesen sei, hätte ihr ihr Mann, der alte Guelfo, mitgeteilt, Ferdinando sei der Erstgeborene. Dieser Umstand bekräftigt Guelfo in seinem Verdacht gegen seinen Vater, dieser habe seinen Bruder willkürlich und fälschlicherweise zum Erstgeborenen ernannt.
Vierter Aufzug
Amalia und Kamilla bereiten sich auf die bevorstehende Hochzeit vor. Dunkle Vorahnungen sorgen für düstere Stimmung und lassen keine Vorfreude aufkommen. Der alte Guelfo tritt zu den beiden sorgenvollen Frauen und berichtet von Guelfos Ausritt, der sich noch vor Sonnenaufgang auf sein wildestes Pferd schwang. Auch Ferdinando ist ausgeritten, jedoch noch nicht zurückgekehrt, was Amalia und Kamilla mit Angst und Sorge erfüllt. Ferdinandos Pferd kommt ohne Reiter, aber mit Blut am Sattel, in den Hof gelaufen. Sofort will der alte Guelfo ausreiten, um den Sohn zu suchen. Guelfo kehrt von seinem Ausritt zurück, gibt jedoch unter irre wirkendem Kichern an, nicht zu wissen, was Ferdinando zugestoßen sei. Als Guelfo alleine in einem Zimmer zurückbleibt, erblickt er sich selbst im Spiegel. Auf der Suche nach dem Kainsmal auf seiner Stirn, kann er den eigenen Anblick nicht ertragen und zerschlägt den Spiegel. Als Grimaldi in das Zimmer tritt, merkt er sofort, dass Guelfo Ferdinando erschlagen hat. Dieser gesteht ihm den Brudermord und will nun endlich den Schlaf finden, der ihm vorher in seiner Rage nicht möglich war.
Fünfter Aufzug
In einem düsteren Zimmer liegt Ferdinandos Leiche auf dem Bett, Amalia und Kamilla sitzen neben dem Leichnam und weinen, der alte Guelfo windet sich vor Schmerz. Der Vater verdächtigt sofort Guelfo des Brudermordes, Amalia und Kamilla glauben jedoch weiterhin an Guelfos Unschuld und verteidigen ihn. Als Guelfo in das Zimmer tritt, streitet er den Mord am eigenen Bruder zunächst mit den Worten „Alter! Ich hatte keinen Bruder“ (V/2) ab. Als der alte Guelfo jedoch das Leichentuch hebt und Guelfo seinen toten Bruder erblickt, gesteht er den Mord („Den erschlug ich, der auf mich blickt mit starrem kalten Auge, der seine blutigen Locken schüttelt und Tod. Mit starker Faust erschlug ich ihn an der Eiche.“) (V/2). Der alte Guelfo verflucht seinen Sohn und beklagt sein Schicksal mit dem biblischen Vergleich: „Ich stehe da, wie Adam, als ihm der Gerechte erschlagen war. Eva heult, die Braut klagt, Kain flucht den Alten –– Rache und Weh!“ (V/2). Amalia will sich als Schutzschild vor ihren Sohn stellen und ihn vor der Rache des Vaters schützen, doch der alte Guelfo zieht einen Dolch und ersticht Guelfo. Das Drama endet mit dem Ausruf des Vaters: „Rächen will ich Vater Guelfos Sohn! erretten von der Schande Guelfos Sohn! leben im Jammer verwaist – (stößt ihn nieder.)“ (V/2)

## Rezeption
Das Stück polarisierte schon bei der Uraufführung: Die Darstellung überschäumender Effekte, durch die Dramaturgie gesteigert hin in eine „bloße Raserei“, war zu viel für die „zartnervichten Theile“ des Hamburger Publikums – und später auch anderen. In Wien wurden jegliche weiteren Aufführungen nach der Vorstellung vom 11. Januar 1777 durch Kaiser Joseph II verboten. Gottfried August Bürger schreibt 1780 in einem Brief als Reaktion auf die Einladung Georg Christoph Lichtenbergs, eine Rolle in seiner Aufführung der Zwillinge zu übernehmen, dass für ihn keine Rolle darin sei, die Sprache „übertrieben“ und „kein einziger natürlicher Character drinn“ sei. Dennoch attestiert er dem Stück auch „starke[...] und schöne[...] Stellen im Einzelnen“.
Zum Zeitpunkt der Drucklegung 1776, Höhepunkt der literarischen Strömung, erscheinen neun bedeutende Dramen des Sturm und Drang. Klingers Drama drückte für die zeitgenössischen jungen Dichter des Sturm und Drang das Stürmische, Kraftvolle par excellence aus. Heinrich Christian Boie bezeichnete es als „ein Stück voller Kraft und, wie mirs scheint, Ueberkraft.“ Am nachhaltigsten wird die Bedeutung des Stückes für die Stürmer und Dränger jedoch durch die Aufnahme in Karl Philipp Moritz’ autobiographischen Roman Anton Reiser belegt: „Nun wurden damals die Zwillinge (Hervorhebung in der Ausgabe als Sperrung) von Klinger zuerst aufs Theater gebracht, und freilich mit aller möglichen Kunst dargestellt[...]. Dieß schreckliche Stück machte eine außerordentliche Wirkung auf Reisern – es griff gleichsam in alle seine Empfindungen ein. – Guelfo glaubte sich von der Wiege an unterdrückt – das glaubt er von sich auch – ihm fielen dabei alle die Demüthigungen und Kränkungen ein, denen er von seiner frühsten Kindheit an [...] beständig ausgesetzt worden war.“ Die Stelle im Roman greift noch weitere Elemente aus Klingers Drama auf und überträgt sie auf den Protagonisten Reiser.

## Konstruktion
Auch wenn das Drama einen historischen Hintergrund suggeriert durch die Beschreibung des Ortes und die Begebenheiten einer Zeit der Fehden in Italien, so befinden sich doch einige Anachronismen darin, wie z. B. das Klavierspielen und die Redeweise. Klinger verwendet keine Mühen darauf, ein Renaissance-Italien darzustellen, das Stück erreicht vielmehr einen Bezug zur zeitgenössischen Gegenwart.
Die Form des Dramas entspricht den Vorgaben des Ackermannschen Wettbewerbs: Das aristotelische Drama bleibt in seinen Einheiten gewahrt, was den sonstigen Dramentheorien des Sturm und Drang, vor allem hinsichtlich der Shakespeare-Rezeption, eher widerspricht. Ebenfalls Klingers vorhergehende Dramen Otto und Das leidende Weib sind wesentlich ausschweifender und offener angelegt. Handlung findet in dem Drama so gut wie nicht statt bzw. jegliche Handlung wird nur berichtet. So findet der Höhepunkt der Auseinandersetzung des Vaters mit seinem Sohn Guelfo nur in der Erzählung Guelfos gegenüber Grimaldi statt, allein die abschließende Szene, in der der alte Guelfo seinen Sohn ersticht, wird auf der Bühne dargestellt. Im Mittelpunkt des Stücks steht Guelfo, er ist im Großteil der Szenen anwesend bzw. bei Abwesenheit dreht sich die Thematik der Gespräche durchgehend um das Verhalten Guelfos. Eine Lösung des Konflikts scheint im Gegensatz zu anderen Tragödien hier nie möglich zu sein. Die Affekt-darstellende Handlung wechselt zwischen emotionalen Tiefs und Hochs Guelfos, die durch Versöhnungs- und Zerwürfnisszenen mit seiner Mutter bzw. seinem Vater geprägt sind. Grundsätzlich durchzieht das Stück eine melancholisch-düstere Stimmung, die durch Vorahnung und Vorzeichen (z. B. das Erscheinen des Geistes Ferdinandos an derselben Stelle, an der er einen Tag später getötet wird) gekennzeichnet wird.

## Interpretation und Forschungsgeschichte
Die Zwillinge gehören mit zu den am meisten und am unterschiedlichsten gedeuteten Dramen des Sturm und Drang. Grundsätzlich dominieren biografisch-geistesgeschichtlich argumentierende Interpretationen. Biografisch vor allem deswegen, weil Klinger selbst sein Drama als „Werk der Jugendkraft, als wahrer Ausdruck der Leidenschaft“ beschreibt und es als einziges seiner Jugendwerke in die Werkausgabe letzter Hand aufnimmt. Unter dem Einfluss, den das Werk auf die zeitgenössischen Stürmer und Dränger hatte, geriet vor allem der Aspekt des „Kraftkerls“ Guelfo, der seine natürliche, aufbrausende Leidenschaft gegen die festgefahrene feudale Ordnung wendet, in das Zentrum der Auslegung des Dramas. Im weiteren Verlauf der Geschichte wurde dies ebenfalls politisch konnotiert, so wurde Guelfos Rebellion vor allem im Sinne eines marxistischen Klassenkampfes als Aufbegehren gegen den Adel und gegen eine ungerechte Gesellschaft gesehen.
Doch schon Klingers Aussagen selbst lassen Zweifel an dieser einseitigen Deutung aufkommen: So distanziert er sich vor eigenem Affekt-Handeln, er nutzt das Dichten und Schreiben als Therapie, um sich von diesen Leidenschaften zu lösen. Erst die jüngere Forschung ab 1945, vor allem die nicht-deutsche, die nicht unter dem ideologischen Einfluss des „deutschen Kraftkerls“ steht, sieht die pathologischen Züge Guelfos, die ein zügelloses Umsetzen seiner Leidenschaften, das hilflose Getriebensein durch seine Gefühle, kritisch betrachten. Beide Interpretationsansätze lassen sich jedoch im Text belegen und könnten, trotz augenscheinlichen Widerspruchs, zusammen und kommunikativ fungieren. Dieser Gegensatz ist dem Sturm und Drang selbst immanent und äußert sich in allegorischem Sinne bei Werther und Götz, sowie Grimaldi und Guelfo als Pole des rebellierenden, starken Kraftkerls, der sein Naturrecht einfordert, und dem in Melancholie versinkenden und resignierenden Menschen, der schwach ist durch seine gesellschaftlichen Bindungen.

### Primärliteratur
- Friedrich Maximilian Klinger: Die Zwillinge. Paralleldruck der Ausgaben von 1776 und 1794. Hrsg. v. Edward P. Harris, Ekhard Haack und Karl-Heinz Hartmann. In: Ders.: Werke. Historisch-kritische Gesamtausgabe. Hrsg. von Sander L. Gilman u. a., Bd. 2. Niemeyer, Tübingen 1997, ISBN 3-484-28047-6 (Neudrucke deutscher Literaturwerke. Neue Folge Bd. 47).
- Friedrich Maximilian Klinger: Die Zwillinge. Ein Trauerspiel in fünf Aufzügen. Hrsg. von Alexander Košenina, Reclam, Stuttgart 2021 (Reclams Universal-Bibliothek 14051), ISBN 978-3-15-014051-2.

### Sekundärliteratur
- Cornelia Blasberg: Ein „kopirendes Original“. F. M. Klingers Trauerspiel Die Zwillinge zwischen Geniekult und Traditionsbindung. In: Jahrbuch der deutschen Schillergesellschaft. Jg. 38, 1994, ISSN 0070-4318, S. 39–64.
- Karl S. Guthke: Nachwort. In: Friedrich Maximilian Klinger: Die Zwillinge. Reclam, Stuttgart 1972, ISBN 3-15-000438-1 (Reclams Universal-Bibliothek 438), S. 67–79.
- Edward P. Harris: Vier Stücke in einem. Die Entstehungsgeschichte von F. M. Klingers Die Zwillinge. In: Zeitschrift für deutsche Philologie. Heft 4, Jg. 101, 1982, S. 481–495. (Editionsgeschichte des Werkes, siehe dazu auch: Klinger: Die Zwillinge. Paralleldruck der Ausgaben von 1776 und 1794.)
- Edward P. Harris, Anna Poeplau: Klinger. In: Wilhelm Kühlmann (Hrsg.): Killy Literaturlexikon. Autoren und Werke des deutschsprachigen Kulturraumes. 2., vollst. überarb. Aufl. Band 6 Huh – Kräf, de Gruyter, Berlin 2009, ISBN 978-3-11-021393-5, S. 487–489.
- Christoph Hering: Friedrich Maximilian Klinger. Der Weltmann als Dichter. De Gruyter, Berlin 1966.
- Volker Hoffmann: Die Zwillinge. In: Kindlers Literatur-Lexikon. 3., völlig neu bearb. Aufl., Metzler, Stuttgart 2009, ISBN 978-3-476-04000-8, S. 166f.
- Andreas Huyssen: Drama des Sturm und Drang. Kommentar zu einer Epoche. Winkler, München 1980, ISBN 3-538-07031-8.
- Britta Kallin: Zähmen oder Aufregen? Zur Funktion der Frauenfiguren in F. M. Klingers Die Zwillinge. In: Lessing Yearbook. Jg. 35, 2003, ISSN 0075-8833, S. 223–243.
- Matthias Luserke: Sturm und Drang. Autoren – Texte – Themen. Reclam, Stuttgart 1997, ISBN 3-15-017602-6.
- Eva Merwald: Die Wiederaufnahme des biblischen Kain-Abel-Mythos in der Tragödie „Die Zwillinge“ von F. M. Klinger. Viademica, Frankfurt (Oder) 1998, ISBN 3-932756-42-8.
- Richard Quabius: Generationsverhältnisse im Sturm und Drang. Böhlau, Köln/Wien 1976, ISBN 3-412-03176-3.
- Max Rieger: Klinger in der Sturm- und Drangperiode. Bergsträsser, Darmstadt 1880.
- Stefanie Wenzel: Das Motiv der feindlichen Brüder im Drama des Sturm und Drang. Lang, Frankfurt a. M. 1993, ISBN 3-631-46009-0, S. 86–122 (Marburger Germanistische Studien Bd. 14).